# Элленхаузен
Элленхаузен (нем. Ellenhausen) — община в Германии, в земле Рейнланд-Пфальц. 
Входит в состав района Вестервальд. Подчиняется управлению Зельтерс (Вестервальд).  Население составляет 281 человек (на 31 декабря 2010 года). Занимает площадь 1,90 км².